# 弥刀
弥刀（みと）は、大阪府東大阪市の旧地域名。概ね東大阪市立弥刀中学校の学区にあたる。本項では概ね同地域にあった中河内郡弥刀村（みとむら）についても述べる。
概ね小若江、近江堂、友井、金物町、源氏ケ丘（一部）の各町丁に相当する。
大雑把には、近鉄大阪線弥刀駅周辺を指すが、旧弥刀村地域は長瀬川流域の新田跡より北東にあたり、南西側は長瀬村であった。地区内には近畿大学が所在し、学生の町である。

## 歴史

### 近代以前
（日本 > 畿内 > 河内国 > 若江郡 > 友井村、近江堂村、小若江村）

### 自治体成立以降
（日本 > 大阪府 > 中河内郡 > 弥刀村）
- 1889年4月1日に友井村、近江堂村、小若江村の3村が合併して弥刀村が成立。
  - 1896年に中河内郡所属となる。
- 1937年4月1日に他の町村（長瀬村、布施町、楠根町、意岐部村、小阪町）と合併して布施市の一地域となり、中河内郡を離脱。

## 地理
地域内は概ね平坦である。地域内を近鉄大阪線が貫いている。地域のほとんどが近鉄大阪線より北東に位置するが、源氏ケ丘地区のみ近鉄線で隔てられている。友井地区を新旧の大阪中央環状線が南北に貫いている以外は道路環境は貧弱である。

### 交通
主要道路
- 大阪府道2号大阪中央環状線

旧道と新道が並行する。
鉄道
- 近鉄大阪線
  - 弥刀駅

## 地域

### 友井、金物町
旧友井村の地域にあたる。旧中環沿いに商業施設が多く存在する。金物町は金物の卸売業者が多く、いわゆる「金物団地」である。
主な施設、旧跡
（友井1〜5丁目）
- 近鉄弥刀駅
- コノミヤ弥刀店
- 東大阪市立弥刀小学校
- 東大阪市立弥刀東小学校
- 東大阪友井郵便局

（金物町）
- 金物団地
- 東大阪金物町郵便局

### 近江堂、源氏ケ丘
旧近江堂村の地域にあたる。
主な施設、旧跡
（近江堂1〜3丁目）
- 近江堂行政サービスセンター
- 弥刀神社
- 東大阪市立弥刀中学校

（源氏ケ丘）

### 小若江
旧小若江村の地域にあたる。近畿大学の本部と校舎の大半が所在する。
主な施設、旧跡
（小若江1〜4丁目）
- 近畿大学
- 大阪近大前郵便局